# Homalattus similis
Homalattus similis là một loài nhện trong họ Salticidae.
Loài này thuộc chi Homalattus. Homalattus similis được Elizabeth Maria Gifford Peckham & George William Peckham miêu tả năm 1903.